# Dietrich von Brandenburg
Dietrich von Brandenburg, (ur. ok. 1320, zm. po 1374) – komtur domowy gdański 1348–1352, komtur toruński 1352–1374, dyplomata, wizytator wielkiego mistrza krzyżackiego.

## Życiorys
Pochodził z rodziny szlacheckiej w hrabstwie Luksemburg, od 1340 w zakonie krzyżackim. W 1348 został komturem domowym w Gdańsku. W 1352 z nominacji wielkiego mistrza Winricha von Kniprodego został komturem toruńskim. Od 1360 aktywnie uczestniczył w misjach dyplomatycznych Państwa Zakonnego. W latach 1372–1374 na dworze Karola IV Luksemburskiego w Pradze reprezentował Zakon Krzyżacki w sporze granicznym z biskupem warmińskim. Zmarł prawdopodobnie po roku 1374, był komturem toruńskim przez ponad 22 lata.